# Comuna de Brody
Brody (polaco: Gmina Brody) é uma gminy (comuna) na Polónia, na voivodia da Lubúsquia e no condado de Żarski. A sede do condado é a cidade de Brody.
De acordo com os censos de 2004, a comuna tem 3482 habitantes, com uma densidade 14,5 hab/km².

## Área
Estende-se por uma área de 240,36 km², incluindo:
- área agricola: 26%
- área florestal: 64%

## Demografia
Dados de 30 de Junho 2004:
|                      | Total   | Total | Mulheres | Mulheres | Homens  | Homens |
| -------------------- | ------- | ----- | -------- | -------- | ------- | ------ |
|                      | pessoas | %     | pessoas  | %        | pessoas | %      |
| População            | 3482    | 100   | 1771     | 50,9     | 1711    | 49,1   |
| Densidade (pop./km²) | 14,5    | 100   | 7,4      | 7,4      | 7,1     | 7,1    |

De acordo com dados de 2002, o rendimento médio per capita ascendia a 1506,1 zł.

## Subdivisões
- Biecz, Brody, Datyń, Grodziszcze, Jałowice, Janiszowice, Jasienica, Jeziory Dolne, Koło, Kumiałtowice, Nabłoto, Suchodół, Wierzchno, Zasieki.

## Comunas vizinhas
- Gubin, Lubsko, Trzebiel, Comuna de Tuplice.